# Armée du Centre

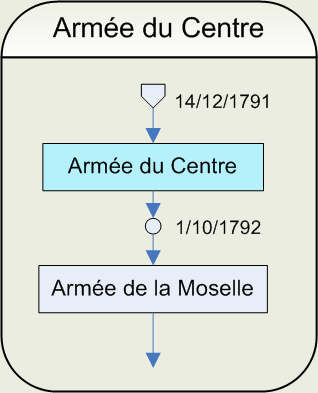
Évolution de l'armée du Centre

L’armée du Centre est une des armées de la jeune République française.

## Historique
Elle fut créée le 14 décembre 1791 par ordre du roi, et cantonnée en Champagne. Elle n'eut qu'une existence éphémère et disparut après la canonnade de Valmy et l'évacuation du territoire par les Prussiens.
Comme son nom l’indique, elle occupait le centre du dispositif français sur la frontière du Nord et de l’Est, entre les armées du Nord et du Rhin, les 3e et 4e divisions militaires à sa création, puis également la 2e division à partir du 23 mars.
Par décret de la Convention du 1er octobre 1792, elle devint l’armée de la Moselle. Elle conservera toutefois la dénomination d'armée du Centre tant que le général Kellermann resta à sa tête, c'est-à-dire jusqu'au 7 novembre 1792.

## Généraux
- Du 14 décembre 1791 au 11 juillet 1792 : général La Fayette.
- Du 12 juillet au 1er septembre 1792 : maréchal Luckner, avec le commandement supérieur sur l'armée du Rhin.
- Du 2 septembre au 7 novembre 1792 : général Kellermann, subordonné au général Dumouriez à partir du 19 septembre.

## Ordre de bataille

### 1re division - Septembre 1792
Sous le commandement du lieutenant général Biron
- 1re brigade
  - 1er régiment d'infanterie (1 bataillon)
  - 22e régiment d'infanterie (1 bataillon)
  - 24e régiment d'infanterie (1 bataillon)
  - 81e régiment d'infanterie (1 bataillon)
- 2e brigade
  - 5e régiment d'infanterie (1 bataillon)
  - 49e régiment d'infanterie (1 bataillon)
  - 74e régiment d'infanterie (1 bataillon)
  - 89e régiment d'infanterie (1 bataillon)

## Source
- Chef d'escadron d'état-major Charles Clerget, Tableaux des armées françaises pendant les guerres de la Révolution, sous la direction de la section historique de l'état-major de l'armée, librairie militaire R. Chapelot, Paris, 1905.